# Masoandro
Masoandro este un gen de molii din familia Lymantriinae.